# Cementerio de Schaerbeek
El cementerio de Schaerbeek es un cementerio de Bélgica. Se encuentra en Schaerbeek, en el este de Bruselas.

## Personalidades enterradas en el cementerio de Schaerbeek
- Louis Bertrand (1856-1943)
- Ernest Cambier (1844-1909)
- Andrée de Jongh (1916-2007)
- Henri Jaspar (1870-1939)
- René Magritte (1898-1967)
- Marcel Mariën (1920-1993)
- Henry Stacquet (1838-1906)

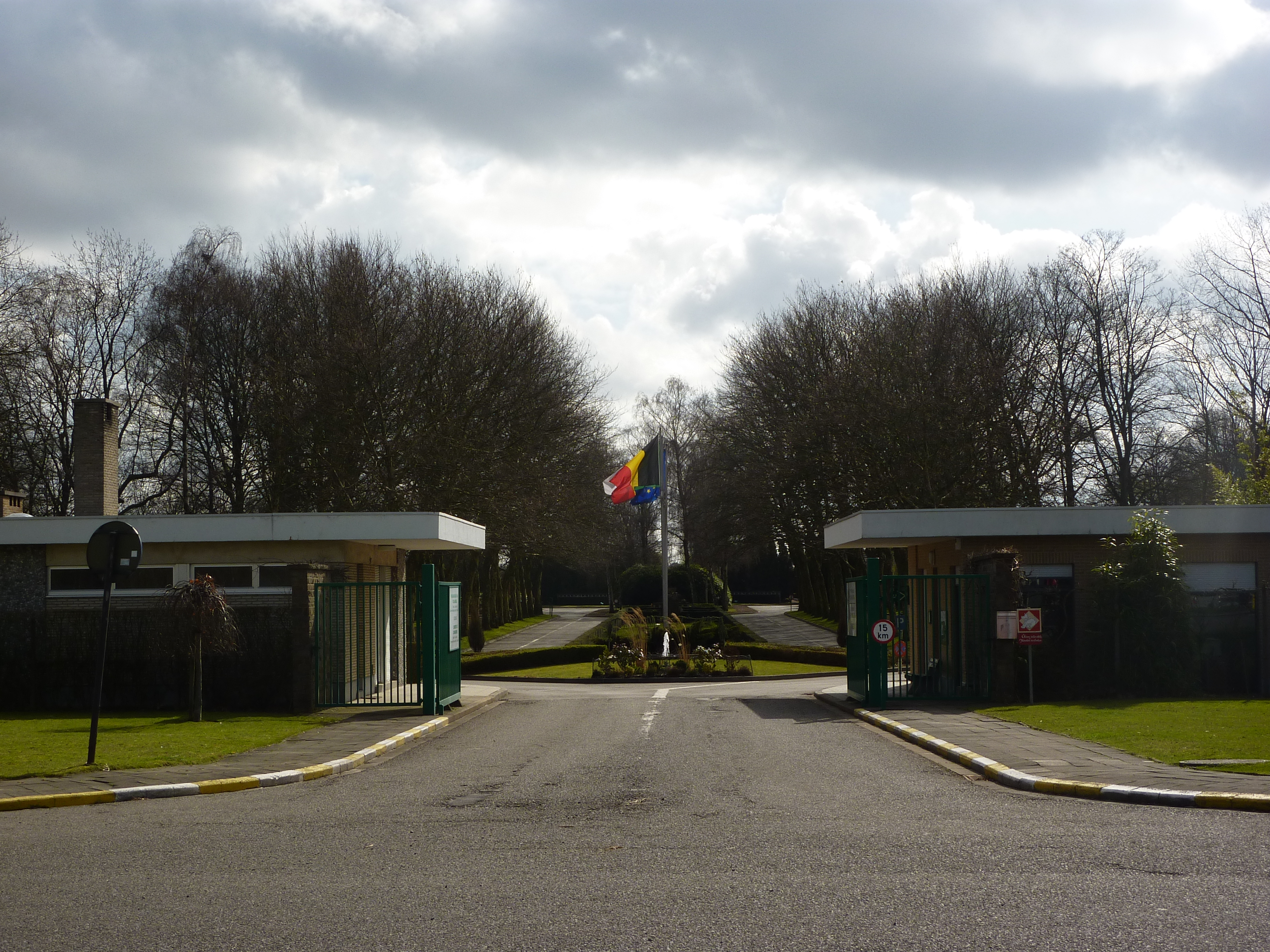
Cementerio de Schaerbeek
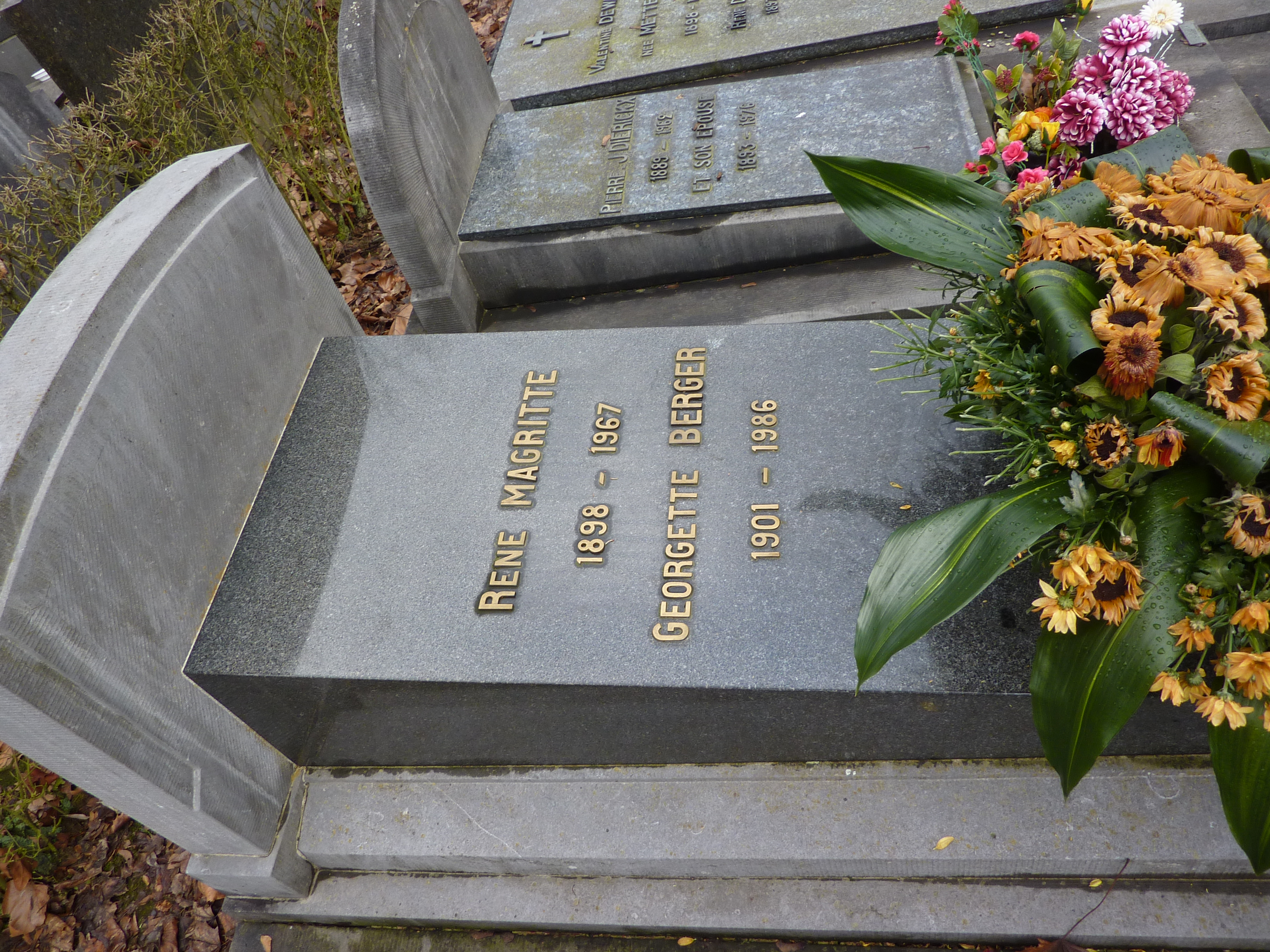
Tumba de René Magritte
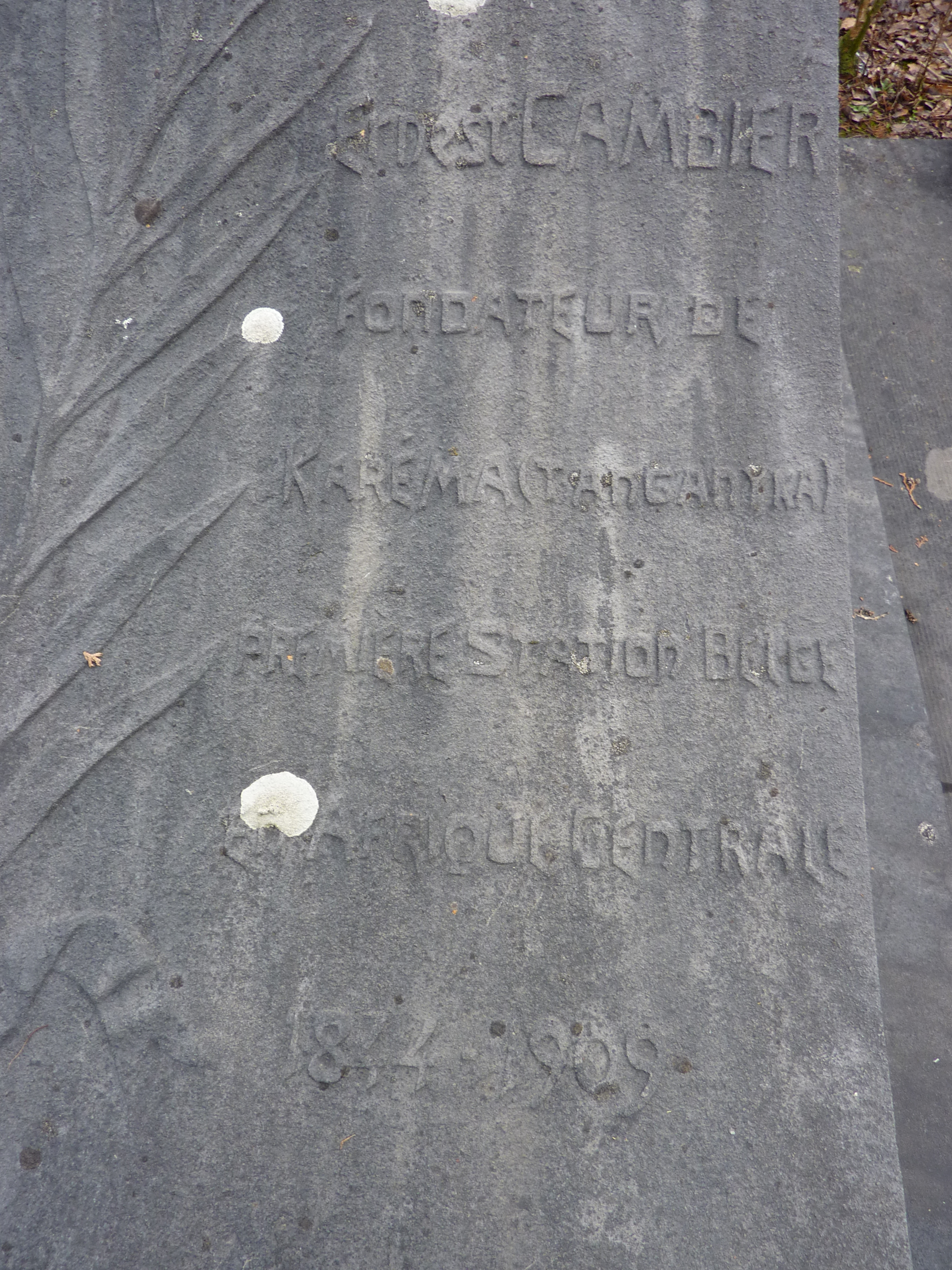
Tumba de Ernest Cambier
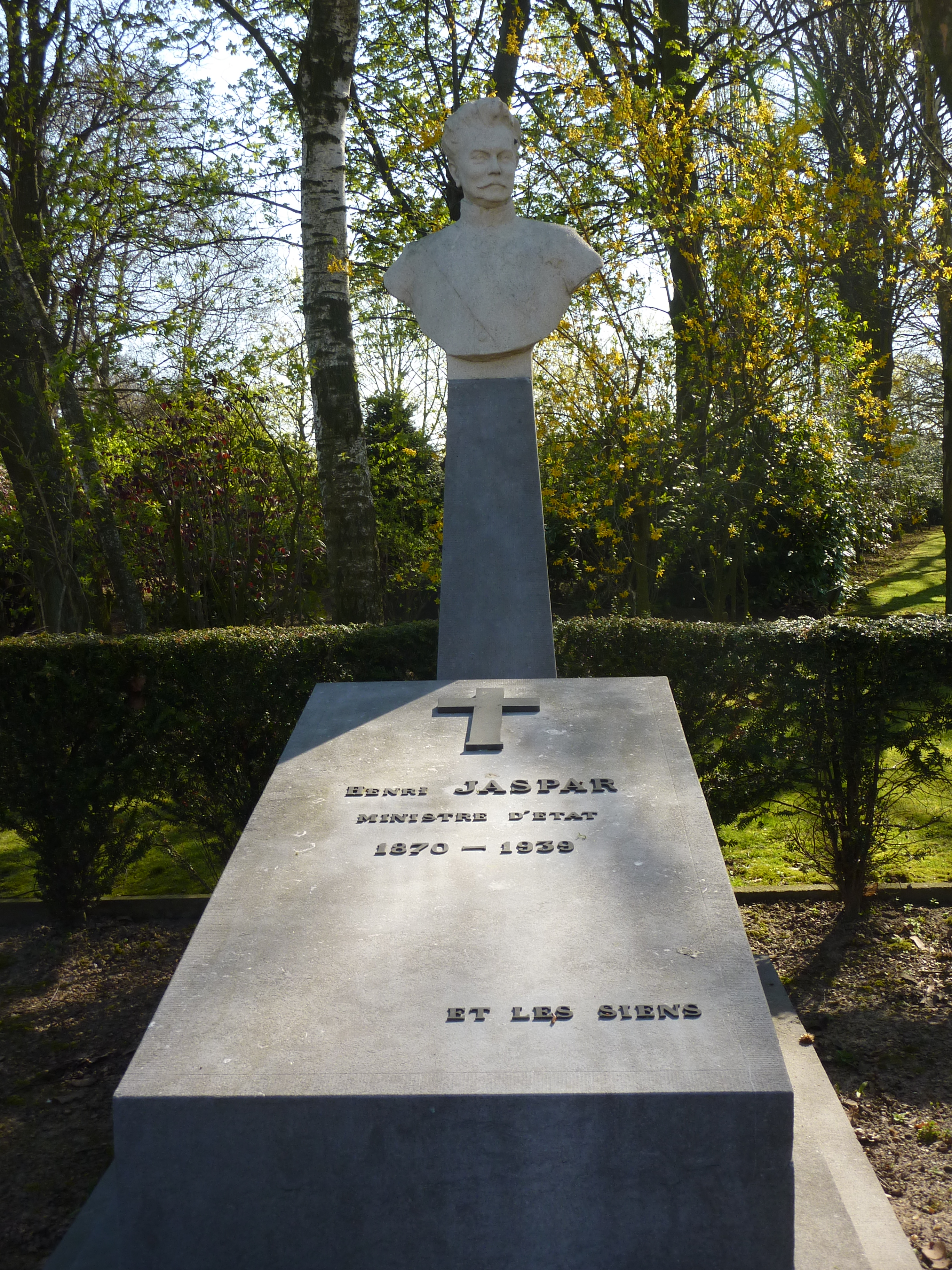
Tumba de Henri Jaspar